# رئیس‌جمهور السالوادور
رئیس‌جمهور السالوادور، رئیس دولت در کشور السالوادور است. او همچنین، بر اساس قانون اساسی السالوادور، فرماندهٔ کل قوای مسلح السالوادور نیز هست. این مقام در السالوادور برای اولین بار در قانون اساسی این کشور (نوشتهٔ ۱۸۴۱) تعریف شد.
رئیس‌جمهور السالوادور، کارش را از اول ژوئن سالی که در انتخابات برگزیده می‌شود آغاز می‌کند و یک نخست‌وزیر نیز به همراه خود دارد.
بر اساس قوانین انتخاباتی السالوادور، برای اینکه کسی رئیس‌جمهور این کشور شود، باید بیشتر از ۵۰ درصد آراء ماخوذه در انتخابات ریاست‌جمهوری را داشته باشد. اگر هیچ‌یک از نامزدهای انتخاباتی موفق به کسب بیش از ۵۰ درصد آراء نشود، دور دوم انتخابات بین دو نامزدی که بیشترین آراء را در دور اول داشته‌اند برگزار خواهد شد.
مدت هر دورهٔ ریاست‌جمهوری، ۵ سال است و هر رئیس‌جمهور می‌تواند حداکثر دو دورهٔ پیاپی انتخاب شود.
همچنین اول ژوئن هر سال، رئیس‌جمهور ملزم به پاسخ‌گویی در برابر پارلمان السالوادور است. در این جلسه او باید در مورد طرح‌ها و خدمات دولت و اعضای آن، از جمله شخص رئیس‌جمهور، نخست‌وزیر و هیئت وزیران از ابتدای دورهٔ ریاست‌جمهوری، توضیح دهد.

## منبع
1. ↑  Aleman, Marcos (5 September 2021). "El Salvador Court Drops Ban on Presidential Reelection". AP News (به انگلیسی). Retrieved 5 September 2021.
2. ↑  "Shocking Gap Between Latin America's Presidential Salaries And Workers Minimum Wage". Latin Post.